# Моя мама
«Моя мама» (итал. Mia madre) — художественный фильм итальянского режиссёра Нанни Моретти с Маргеритой Буй в главной роли, вышедший на экраны в 2015 году. Фильм принимал участие в основном конкурсе 68-го международного Каннского кинофестиваля, где получил приз экуменического жюри.

## Сюжет
Маргерита — режиссёр, она снимает фильм о том, как рабочие захватывают свой завод, чтобы сохранить рабочие места после того, как прежние хозяева разорились и были вынуждены продать это предприятие межнациональной корпорации. Мать Маргериты, Ада, бывшая учительница латыни, лежит в больнице с заболеванием сердца. Лечащий врач Ады сообщает Маргерите и её брату Джованни, что болезнь их матери неизлечима и жить ей осталось недолго. Джованни берёт на работе неоплачиваемый отпуск, чтобы ухаживать за мамой, и, как может, поддерживает сестру. Дочери Маргериты, старшекласснице Ливии, латынь даётся с трудом, и бабушка занимается с ней, стараясь показать девочке красоту и логичность этого языка. Федерико, отец Ливии, с Маргеритой в разводе, но сохранил родственные отношения со всей семьёй. Маргерита сообщает Витторио, актёру, который снимается в её фильме, что она больше не испытывает к нему никаких чувств и им лучше расстаться. Для съёмок в фильме прилетает из Америки приглашённая звезда — эксцентричный Барри Хаггинс. Он забывает текст роли, ставит в тупик своими шутками и всем рассказывает о том, как его ценил и любил снимать в своих фильмах Стенли Кубрик, который на самом деле с ним вообще не работал. В жизни Маргериты съёмочная площадка, где ей приходится решать множество текущих проблем и некогда остановиться и задуматься, чередуется с вечерами в больнице у Ады и с одинокими ночами в пустой маминой квартире, среди её книг и своих воспоминаний. Маргерите кажется, что у неё ничего в жизни не получается: фильм снимается по инерции, маме она помочь не может, Ливия делится своими чувствами с бабушкой, а не с ней. Аде становится всё хуже, и дети забирают её домой, в привычную обстановку, где она вскоре тихо умирает во сне. Когда семья собирается в квартире Ады и готовится к похоронам, появляются её бывшие ученик и ученица и рассказывают, что они пронесли через десятилетия огромное уважение и сыновние чувства к своей учительнице. В последних кадрах фильма Маргерита, смеясь и плача, вспоминает маму.

## В ролях
- Маргерита Буй — Маргерита
- Джон Туртурро — Барри Хаггинс
- Джулия Лаззарини — Ада
- Нанни Моретти — Джованни
- Беатриче Манчини — Ливия
- Стефано Аббати — Федерико
- Энрико Янниелло — Витторио
- Пьетро Рагуза — Бруно
- Тони Лаудадио — продюсер
- Анна Беллато — актриса
- Камилла Семино Фавро — Маргерита в молодости
- Лоренцо Джойелли — переводчик
- Моника Самасса — врач

## Съёмочная группа
- Нанни Моретти — режиссёр
- Нанни Моретти, Доменико Прокаччи — продюсеры
- Нанни Моретти, Валя Сантелла, Гайя Манцини, Кьяра Валерио, Франческо Пикколо — авторы сценария
- Арнальдо Катинари — оператор
- Алессандро Дзанон — звукооператор
- Паола Биззарри — художник-постановщик
- Валентина Тавиани — художник по костюмам
- Клелио Беневенто — монтажёр

## Награды

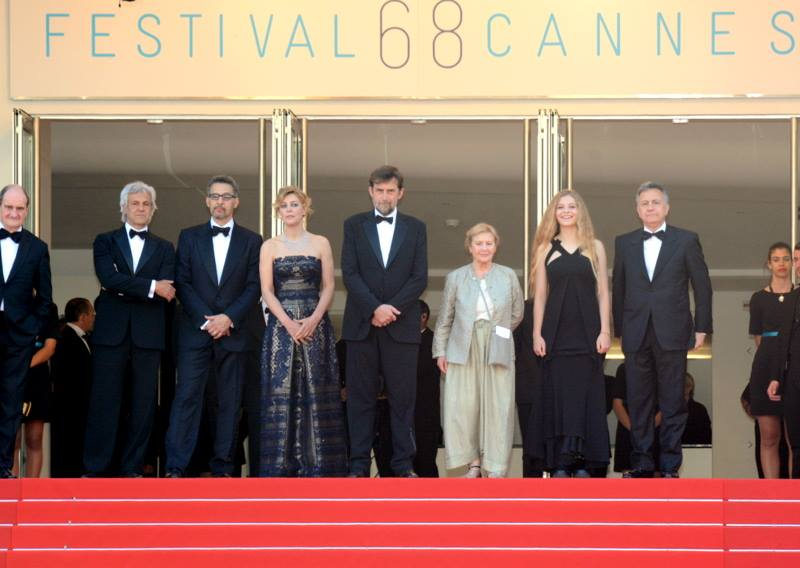
Создатели фильма на Каннском кинофестивале

- 2015 — основной конкурс 68-го Каннского кинофестиваля[1].
  - Приз экуменического (христианского) жюри[2].
- 2015 — «Давид ди Донателло» — премия итальянской Академии кинематографии[3]
  - Лучшая женская роль — Маргерита Буй
  - Лучшая исполнительница роли второго плана — Джулия Лаззарини.
- 2015 — «Серебряная лента» — премия Итальянского национального профсоюза киножурналистов[4]
  - Лучшая женская роль — Маргерита Буй
  - Специальная «Серебряная лента» — Джулия Лаззарини.
- 2015 — «Золотой Чак» — премия итальянского ежемесячного журнала о кино «Чак»[5]
  - Лучший режиссёр — Нанни Моретти
  - Лучшая женская роль — Маргерита Буй
  - Лучшая исполнительница роли второго плана — Джулия Лаззарини.
- 2016 — Международный кинофестиваль в Бари (BIFEST)[6]
  - Премия имени Лучано Винченцони за лучший сценарий — Нанни Моретти, Валя Сантелла, Франческо Пикколо.

## Дополнительные факты
Фильм во многом автобиографичен — мать Нанни Моретти, которая всю жизнь преподавала в школе литературу и классические языки, заболела и умерла, когда он работал над своим предыдущим фильмом «У нас есть Папа!». И, как говорил сам режиссёр, он снял фильм «Моя мама», потому что хотел рассказать об этом фундаментальном изменении в своей жизни. Однако, Нанни Моретти сразу решил, что главной героиней нового фильма должна быть женщина, и писал эту роль специально для Маргериты Буй, которую он снимал и в других своих фильмах: «У нас есть Папа!» и «Кайман».